# It Would Be So Nice
«It Would Be So Nice» es una canción de 1968 por Pink Floyd, escrita por Richard Wright. Fue lanzada como el cuarto sencillo del grupo. La canción fue dejada fuera de la recopilación Relics (1971) y antes del lanzamiento de The Early Singles (en 1992) como parte de la caja recopilatoria Shine On, estaba solamente disponible en la recopilación Masters of Rock. Su lado B, Julia Dream, fue escrita por el bajista Roger Waters y fue también lanzada en The Early Singles.
De acuerdo a una historia aparecida en un periódico de 1968, hay dos versiones del sencillo original con una ligera diferencia en las letras. La historia comenta que la primera versión tenía una referencia al periódico inglés "Evening Standard". Se dice que fue excluida por la BBC debido a una estricta política que evitaba la publicidad de cualquier producto por su nombre. El grupo fue obligado a realizar una versión especial para la BBC que cambiaba la letra a "Daily Standard". Esta versión es la única que ha sido re-distribuida en LP y CD. Se desconoce cuantos discos de "Evening Standard", hay en existencia, si es que hay. A pesar de la publicidad añadida, el sencillo tuvo muy poca presencia en radio y no entró en las listas. 
Algunos críticos y la misma banda describen la canción con desagrado, siendo Nick Mason mucho más directo en su descontento con la canción, describiéndola como "Fucking awful" ("Jodidamente mala").

## Personal
- Richard Wright - Voz, órgano, piano, melotrón
- David Gilmour - Guitarra rítmica, voz de fondo
- Roger Waters - Bajo, voz de fondo
- Nick Mason - Batería